# Diagnosi retrospettiva
La diagnosi retrospettiva è una procedura tipica della scienza forense utilizzata per identificare una malattia o qualche forma di disturbo presente in una persona deceduta, scomparsa o della quale si presume l'esistenza utilizzando i metodi, le teorie e le tecnologie più avanzate In alternativa, può essere il tentativo più generale di identificare una malattia antica o mal definita..
La diagnosi retrospettiva può essere utilizzata dai patologi clinici per effettuare diagnosi su persone anche dopo molto tempo trascorso dalla guarigione. In alcuni casi, le analisi di laboratorio possono aiutare i ricercatori. La ricerca sui fattori causali dell'AIDS, ad esempio, fu svolta grazie alla diagnosi retrospettiva su persone che erano decedute decenni prima che scoppiasse l'epidemia. Un altro caso tipico è quello relativo all'analisi del tessuto del funicolo ombelicale che permise di diagnosticare l'infezione congenita del cytomegalovirus in un paziente che aveva contratto un disturbo al sistema nervoso centrale.

## Ipotesi su casi clinici celebri
- La febbre inglese fu causata da un hantavirus?[3]
- La morte nera era peste bubbonica?[6]
- La "celtica" era sifilide?[3]
- Franklin Roosevelt poteva essersi ammalato di una sindrome di Guillain-Barré invece che di poliomielite ?[7]
- Può il botulismo determinare un'esperienza estatica come quella vissuta da Giuliana di Norwich?[6]
- Il condottiero Cangrande I della Scala morì avvelenato o per la malattia di Pompe?[8]
- Re Giorgio III esibiva sintomi di porfiria?[9]
- Napoleone Bonaparte morì di tumore allo stomaco o fu avvelenato?[10]
- Abraham Lincoln poteva soffrire di sindrome di Marfan?[11]
- Potrebbero Burke e Wills essere morti di avvelenamento da thiaminase?[12]
- Tutankhamun potrebbe aver sofferto della sindrome di Klippel-Feil?[13]

## Prospettive
La diagnosi retrospettiva è praticata da medici con vari livelli di competenza accademici. Nei casi peggiori e meno seri si tratta più che altro di un passatempo, che ha poco a che vedere con il rigore accademica Il processo diagnostico spesso richiede delle traduzioni linguistiche e concettuali per confrontare tra loro reperti e costrutti concettuali distanti anche molti secoli l'uno dall'altro, nonché assumere l'attuale concezione di "salute" come prospettiva privilegiata. Tentativi inadeguati di diagnosi retrospettive possono essere carenti nella conoscenza del contesto storico, possono considerare prove scientifiche dei racconti o delle credenze popolari, o ascrivere a malattie dei comportamenti che non ne richiedono la necessità. La comprensione della salute nel passato, tuttavia, può favorire la scienza attuale. Lo studio di talune patologie, come ad esempio la malaria e la febbre gialla, può servire a spiegare i mutamenti dovuti allo sviluppo di fognature o all'urbanizzazione nel corso dei secoli.